# Péages en Côte d'Ivoire
 (mai 2025).

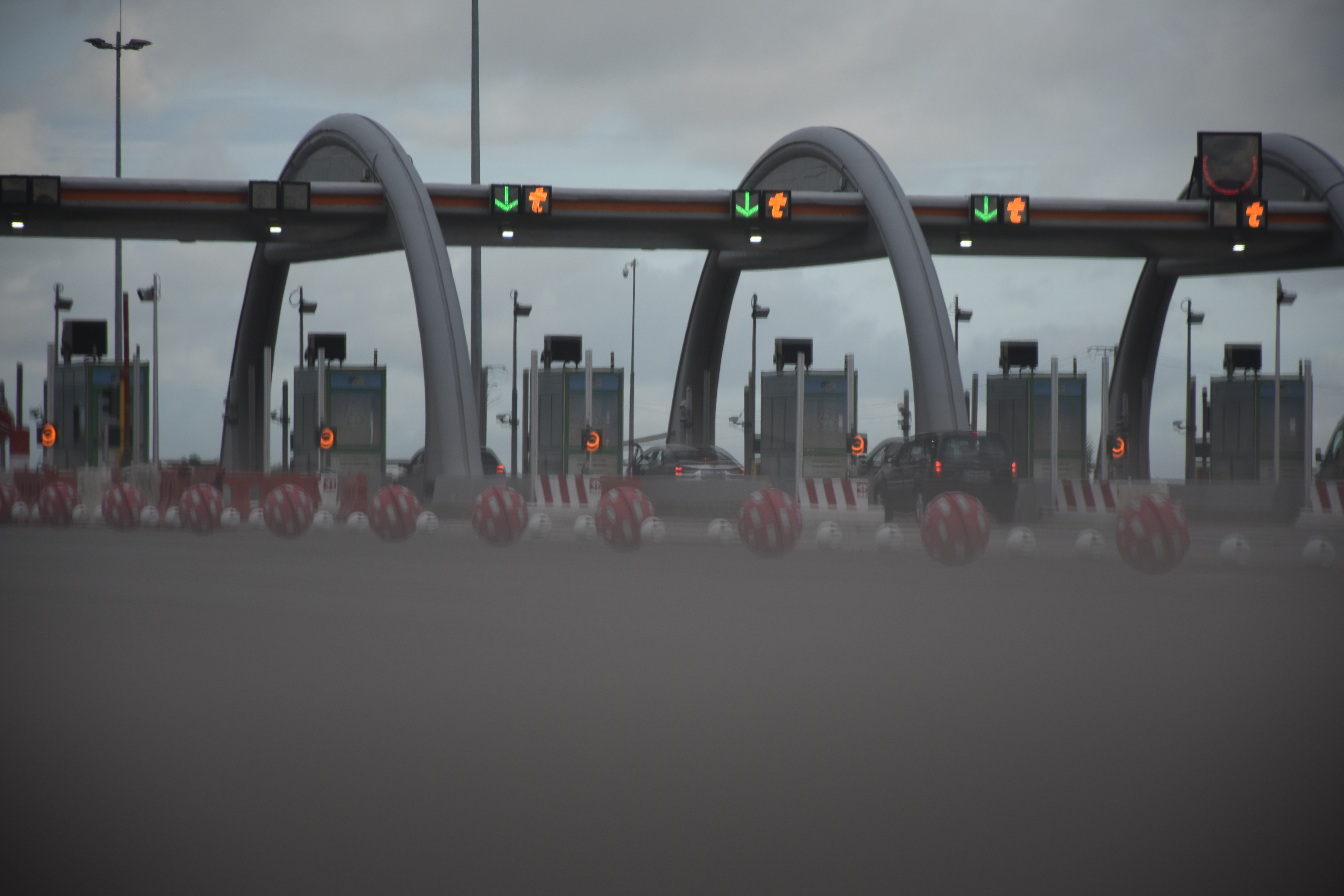
Pont à péage Henri Konan Bédié Abidjan en Côte d'Ivoire

Les péages routiers en Côte d’Ivoire désignent les postes installés sur certaines routes et autoroutes nationales, où les usagers doivent s’acquitter d’un droit de passage. Mis en place dans une logique de financement et d’entretien du réseau routier, les péages constituent une source de revenus pour l’État et les concessionnaires privés en charge de la gestion des infrastructures,.

## Historique

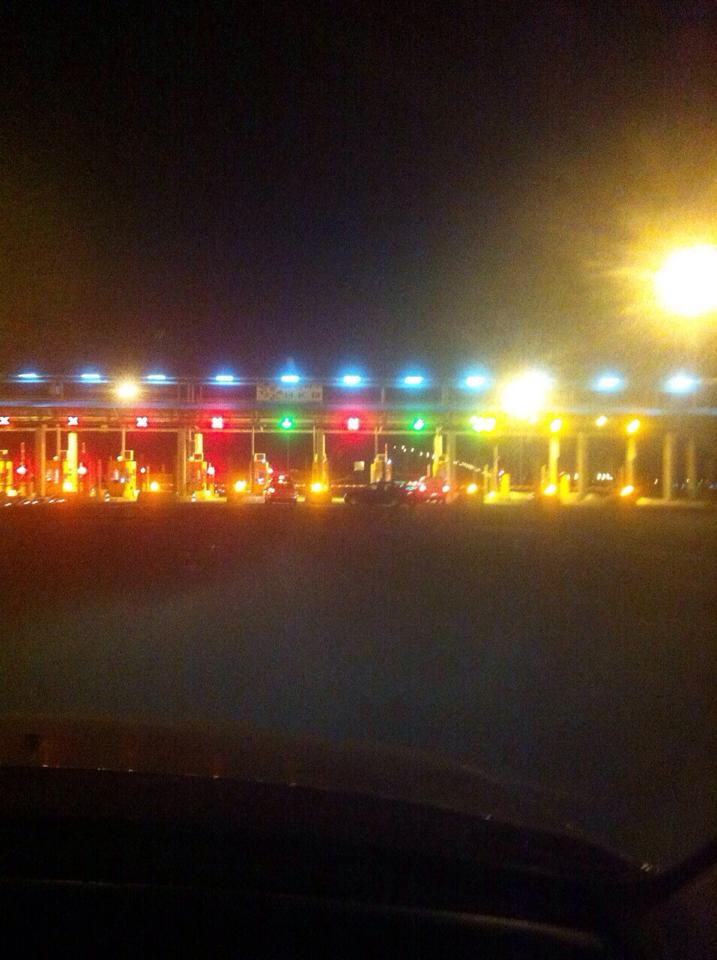
Peage sur pont HKB

Le système de péage a été instauré dans les années 1990, mais s’est réellement développé à partir des années 2010 avec l’émergence d’infrastructures modernes, notamment les autoroutes reliant Abidjan, la capitale économique, aux principales villes de l’intérieur du pays,. Ce développement s’inscrit dans le cadre du Plan National de Développement (PND) et de la volonté de moderniser le réseau routier.

## Fonctionnement
Les péages sont généralement gérés par le Fonds d’Entretien Routier (FER) ou par des opérateurs privés sous contrat avec l’État. Le tarif appliqué varie selon le type de véhicule (motos, véhicules légers, poids lourds, autocars, etc.) et la distance parcourue. Des tickets sont délivrés manuellement ou via un système électronique dans certains cas.

## Localisation des principaux péages
La mise en place progressive d’un réseau national de péages en Côte d’Ivoire vise principalement à fluidifier la circulation dans les zones à forte densité, notamment  à Abidjan. Pour ce faire, plusieurs postes de péage sont prévus sur des axes stratégiques : le 4e pont d’Abidjan, Yamoussoukro–Bouaflé–Daloa (2 postes), PK 109–Divo–Gagnoa (2 postes), Bouaké–Ferkessédougou (2 postes), Divo–Guitry–Côtière (1 poste), Grand-Bassam–Assinie (1 poste), Yamoussoukro–Bouaké (2 postes) et la nouvelle route côtière (3 postes). Les autorités affirment cependant que les recettes collectées permettent l’entretien régulier des infrastructures et la construction de nouvelles voies,,.

## Perspectives
Avec l’ambition de devenir un hub régional, la Côte d’Ivoire prévoit l’extension de son réseau autoroutier à travers le projet de corridor Abidjan–Lagos (via Grand-Bassam et Noé), la connexion avec le Burkina Faso par Ferkessédougou, et la construction de nouvelles gares de péage dotées de systèmes électroniques plus modernes,,,.